# Wenzhuan
Wenzhuan, Mandarijn: Wenquan, is een dorp in Qinghai gelegen op 5100m boven zeeniveau. Wenquan wordt wel de hoogstgelegen nederzetting van de wereld genoemd; volgens National Geographic (2003) zou dit echter La Rinconada in Peru zijn.
De stad werd gesticht in 1955 aan de nationale weg China National Highway 109 van Qinghai naar de Tibetaanse Autonome Regio ten noorden van de Tangla-bergrug.